# Kathryn Sophia Belle
Kathryn Sophia Belle, anteriormente conhecida como Kathryn T. Gines (nascida em 2 de julho de 1978), é uma filósofa americana. Ela é Professora Associada de Filosofia na Pennsylvania State University. Grande parte de seu trabalho se concentrou no aumento da diversidade dentro da filosofia, e ela é a diretora fundadora do Collegium of Black Women Philosophers.

## Educação e carreira
Belle formou-se em filosofia no Spelman College e fez mestrado e doutorado em filosofia pela Universidade de Memphis em 2001 e 2003, respectivamente.
Belle está na Pennsylvania State University desde 2008. Antes de sua nomeação na Penn State, Belle foi professora assistente de Africana e estudos da diáspora na Vanderbilt University, com uma nomeação cruzada no departamento de filosofia.

### Colégio de Filósofas Negras
Belle fundou o Collegium of Black Women Philosophers em 2007 para fornecer um lugar positivo e uma rede de apoio para as mulheres filósofas negras, e também para simplesmente ajudar a identificar quantas mulheres negras eram ativas como filósofas acadêmicas. Na época em que Belle lançou o Collegium, ela conseguiu identificar apenas 29 mulheres negras que eram professoras de filosofia nos Estados Unidos, embora a American Philosophical Association tivesse mais de 11.000 membros. A conferência anual do Collegium agora recebe cerca de trinta professoras negras visitantes e estudantes de filosofia, oferecendo uma variedade de workshops de desenvolvimento profissional e outras trilhas. Lucius Outlaw, escrevendo na Enciclopédia de Filosofia de Stanford, sugere que os esforços de Belle em fundar o Collegium of Black Women Philosophers abriram novos caminhos importantes no avanço do campo da filosofia Africana.

## Pesquisas e publicações
Belle escreveu um livro, Hannah Arendt and the Negro Question. Ela também coeditou uma antologia, Convergences: Black Feminism and Continental Philosophy. Ela publicou vários artigos revisados por pares, incluindo artigos em revistas como Hypatia: A Journal of Feminist Philosophy, Southern Journal of Philosophy, Journal of Social Philosophy e Sartre Studies International. Ela também é co-editora fundadora da Critical Philosophy of Race, uma revista publicada pela Penn State University Press que examina questões que envolvem o conceito de raça.
As principais áreas de interesse de Belle incluem filosofia Africana, filosofia continental, filosofia feminista negra, filosofia crítica da raça. Grande parte da pesquisa de Belle se concentrou em abordagens críticas para questões de raça, racismo, feminismo e interseccionalidade. Ela escreveu extensivamente de uma perspectiva crítica sobre a obra de Hannah Arendt, argumentando que Arendt falhou em reconhecer que a "questão negra" era um "problema branco", não um "problema negro", e argumentando ainda que as distinções rígidas que Arendt viu entre o social e o político impediu Arendt de ser capaz de reconhecer que o racismo era um fenômeno político e não apenas social.
Em oposição aos filósofos analíticos, Belle argumenta que a existência de uma identidade feminina negra única deve ser reconhecida se os sistemas vinculados de opressão forem superados, e argumenta que a preservação de uma identidade racial única e positiva pode ser um fator crítico ato empoderador. Em Sartre, Beauvoir, and the Race/Gender Analogy: A Case for Black Feminist Philosophy (uma peça que Belle contribuiu para Convergences: Black Feminism and Continental Philosophy ), Belle argumenta que a ausência do pensamento feminista negro da filosofia continental resultou em um significativo vazio que tem impedido a análise continental de enfrentar como os sistemas de opressão se cruzam e moldam a fenomenologia.